# Limnephilus castor
Limnephilus castor là một loài Trichoptera trong họ Limnephilidae. Chúng phân bố ở miền Tân bắc.